# Olio di neem
L'olio di neem è un olio vegetale non edibile estratto dai semi del neem (Azadirachta indica), un albero sempreverde endemico del subcontinente indiano che è stato introdotto in molte altre aree dei tropici. L'olio è il più importante dei prodotti commercialmente disponibili derivati dalla Azadirachta indica, il quale è considerato un albero multiuso per la molteplicità di potenziali utilizzi delle sue parti o derivati.
L'albero di neem è anche conosciuto come Margosa, Margosier o Amargosa in varie lingue europee, Veppei in tamil, Mimpa in indonesiano.  L'olio di neem è conosciuto anche come olio di margosa.
Esiste anche un olio volatile di neem estratto dalle foglie, chiamato spesso impropriamente, visto che non sempre si ottiene per semplice distillazione in corrente di vapore: olio essenziale di neem. Visto che anche l'olio fisso estratto dai semi può contenere, in funzione della procedura di estrazione e di raffinazione, concentrazioni significative di componenti attivi quali flavonoidi, fenoli e terpeni, sul mercato e in molti studi olio fisso e olio essenziale possono essere confusi. Il fattore di distinzione più significativo è la parte della pianta da cui viene estratto l'olio: dai semi l'olio fisso, dalle foglie l'olio essenziale.
All'olio fisso di neem è stato attribuito nome INCI: AZADIRACHTA INDICA SEED OIL e numero CAS: 8002-65-1.
All'olio essenziale di neem è stato attribuito nome INCI: AZADIRACHTA INDICA LEAF OIL.
Dall'olio di semi estratto a freddo e non raffinato possono essere estratti con solvente ad alta temperatura o con CO2 supercritica miscele ad alta concentrazione di attivi destinate prevalentemente alla produzione di biocidi.
A vari estratti dall'albero del neem vengono attribuite specifiche proprietà antibatteriche, insettorepellenti, antifungine, antimalariche, spermicide, ecc... Queste attività dipendono da attivi che nell'olio di neem possono essere contenuti solo in minima concentrazione. Per aumentarne l'attività antibatterica è stato studiato l'olio di neem ozonizzato.

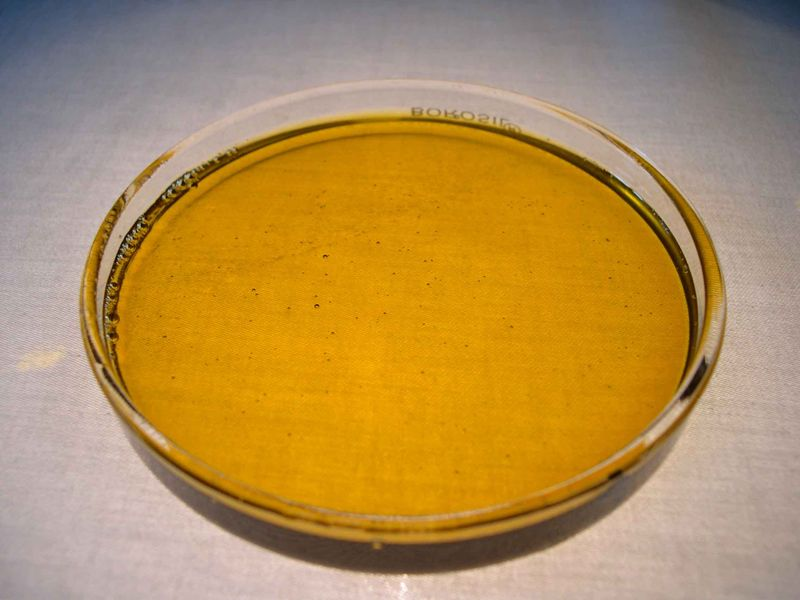
olio di neem

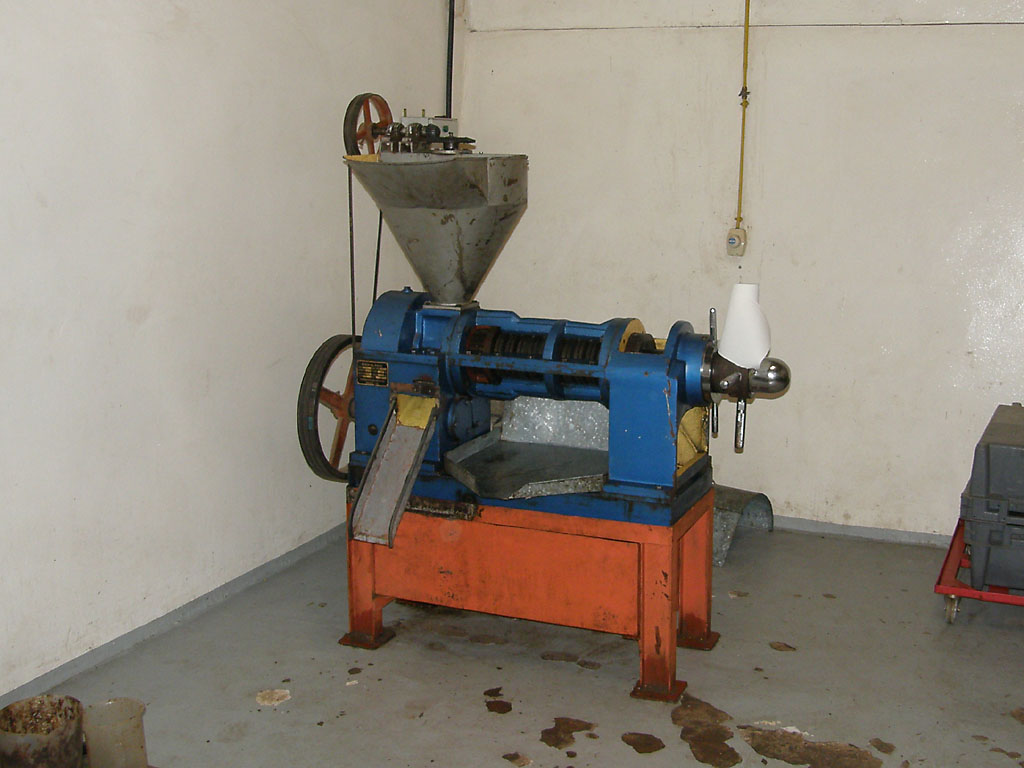
Pressa artigianale per semi di neem

## Estrazione
I frutti del neem, simili per dimensione forma e colore alle olive verdi, sono drupe con un seme rivestito da un endocarpo cartilagineo o legnoso. I frutti maturano a seconda della pianta e della latitudine da maggio a luglio. L'estrazione dell'olio fisso può avvenire dai frutti, dai semi con endocarpo (pratiche ormai in disuso) o dai semi decorticati. La resa è molto alta con l'estrazione dai gherigli, semi decorticati, che contengono tipicamente oltre un 40% in peso di lipidi. Prima dell'estrazione i semi vengono essiccati, tipicamente stendendoli al sole. L'estrazione può avvenire per spremitura, a caldo o a freddo, o con solvente. Quest'ultima tecnica è quella con miglior resa al punto che anche nella produzione di olio di neem spremuto a freddo, il residuo di polpe, gusci , gherigli disoleati, chiamato convenzionalmente "torta" può essere ulteriormente processato per estrarne con solvente altro olio.
La tecnica di estrazione adottata dipende dall'utilizzo finale che si vuole fare dell'olio e delle torte residue.  L'olio di neem spremuto a freddo assume un colore marrone diverso dal colore giallo o ambra dell'olio raffinato o ottenuto con altre tecniche di estrazione

## Composizione
L'olio fisso di neem è composto prevalentemente (oltre il 90%) da gliceridi, soprattutto trigliceridi. Contiene anche steroli, tocoli ed una serie di composti, soprattutto triterpeni e limonoidi che gli conferiscono odore acre e sapore amaro: azadiractina, azadiradione, fraxinellone, nimbina, salannina, salannolo, vepinina, vilasinina ecc..
Come olio non edibile viene spesso commercializzato non raffinato o dopo processi parziali di purificazione al fine di mantenere più alta la concentrazione di limonoidi e terpeni. In tutti gli oli vegetali la composizione può variare in funzione della cultivar, delle condizioni ambientali, della raccolta, della estrazione e della lavorazione. Nel caso dell'olio di neem, le lavorazioni molto diverse finalizzate ad ottenere oli destinati a specifici utilizzi rendono i dati sulla composizione particolarmente disomogenei.
| Concentrazione percentuale rilevata in diversi studi (MIN-MAX) | Concentrazione percentuale rilevata in diversi studi (MIN-MAX) | Concentrazione percentuale rilevata in diversi studi (MIN-MAX) |
| acido grasso                                                   | Notazione delta                                                | % sul totale di acidi grassi                                   |
| -------------------------------------------------------------- | -------------------------------------------------------------- | -------------------------------------------------------------- |
| Acido Miristico                                                | 14:0                                                           | ND-0,06                                                        |
| Acido pentadecanoico                                           | 15:0                                                           | ND-0,23                                                        |
| Acido Palmitico                                                | 16:0                                                           | 15-20,6                                                        |
| Acido Palmitoleico                                             | 16:Δ                                                           | 0,12-0,8                                                       |
| Acido eptadecanoico                                            | 17:0                                                           | ND-0,16                                                        |
| Acido Stearico                                                 | 18:0                                                           | 17-20,6                                                        |
| Acido Elaidico                                                 | 18:1Δ9t                                                        | 0,11-1,35                                                      |
| Acido Oleico                                                   | 18:1Δ9c                                                        | 35-50,4                                                        |
| Acido Petroselenico                                            | 18:1Δ6c                                                        | ND-0,8                                                         |
| Acido Linoleico                                                | 18:2Δ9c,12c                                                    | 13-21                                                          |
| Acido alfa-Linolenico                                          | 18:3Δ9c,12c,15c                                                | 0,3-1,0                                                        |
| Acido Arachidico                                               | 20:0                                                           | 1,1-2,0                                                        |
| Acido Gadoleico                                                | 20:1Δ9c                                                        | ND-0,48                                                        |
| Acido Behenico                                                 | 22:0                                                           | 0,2-1,73                                                       |
| Acido Erucico                                                  | 22:Δ11c                                                        | ND-0,8                                                         |
| Acido Lignocerico                                              | 24:0                                                           | ND-0,2                                                         |
| Legenda: ND = non determinato                                  |                                                                |                                                                |

Nell'olio di neem la concentrazione di steroli liberi e esterificati è circa del 2,1-3,9 g/kg.
| Distribuzione percentuale degli steroli – sul totale di steroli liberi e esteri | Distribuzione percentuale degli steroli – sul totale di steroli liberi e esteri |
| ------------------------------------------------------------------------------- | ------------------------------------------------------------------------------- |
| Δ7-stigmasterolo                                                                | 19,17                                                                           |
| 4-metilcholest-7-enolo                                                          | 1,18                                                                            |
| β-sitosterolo                                                                   | 62,92                                                                           |
| Δ7-avenasterolo                                                                 | 15,65                                                                           |
| Δ5-campesterolo                                                                 | 0,27                                                                            |
| colesterolo                                                                     | 0,8                                                                             |

In oli di neem prodotti in diverse località è risultato anche un tenore più significativo (16%) di campesterolo.
| Concentrazione tocoli nell’olio di neem | Concentrazione tocoli nell’olio di neem | Concentrazione tocoli nell’olio di neem |
| --------------------------------------- | --------------------------------------- | --------------------------------------- |
|                                         | mg.kg-1                                 | % sul totale                            |
| α-tocoferolo                            | 65.70±0.12                              | 19.38±0.06                              |
| β-tocoferolo                            | 2±0.01                                  | 0.59±0.02                               |
| γ-tocoferolo                            | 233.30±0.39                             | 68.88±0.15                              |
| δ-tocoferolo                            | 37.60±0.09                              | 11.13±0.10                              |
| Totale                                  | 338.70±0.59                             | 100                                     |

L'olio di semi di neem contiene più di 100 composti attivi classificati genericamente come limonoidi. L'azadiractina è il triterpenoide più noto e studiato nell'olio di neem. Il seme decorticato contiene azadiractina da 3 a 8,8 g kg-1 nimbina da 18,2 a 636. 8 mg kg−1,  salanina da 45,4 a 1830,3 mg kg−1. Questi composti oltre ad essere poco stabili, la loro concentrazione nei semi può variare sensibilmente nella fase di stoccaggio e essiccazione, possono essere rilevati nell'olio a concentrazioni molto diverse in funzione della tecnica di estrazione. Mentre l'azadiractina è più alta negli oli spremuti a freddo, il tenore di nimbina e salannina è più alto negli oli estratti con solvente.:
| Concentrazione dei principali limonoidi nell’olio di neem (ppm) | Concentrazione dei principali limonoidi nell’olio di neem (ppm) | Concentrazione dei principali limonoidi nell’olio di neem (ppm) |
| --------------------------------------------------------------- | --------------------------------------------------------------- | --------------------------------------------------------------- |
| limonoide                                                       | min                                                             | max                                                             |
| azadiractina                                                    | 61                                                              | 641                                                             |
| nimbina                                                         | 1170                                                            | 5217                                                            |
| salannina                                                       | 1381                                                            | 5366                                                            |

## Tossicologia
L'olio di neem mostra tossicità per i pesci come la tilapia e la carpa un LC50 di 1 124,6 e 302,7 ppm rispettivamente. La somministrazione orale di olio di neem nel ratto produce un grave effetto ipoglicemizzante. L'olio di semi di neem ha mostrato tossicità acuta nei ratti e nei conigli con LD50 di 14 ml/kg e 24 ml/kg rispettivamente.I possibili organi bersaglio per gli effetti tossici sono il sistema nervoso centrale e i polmoni.  Questi effetti tossici potrebbero anche essere dovuti alla presenza nell'olio di neem di aflatossine e altri composti tossici. Alcune indagini indicano che l'olio di neem interferisce con la fosforilazione ossidativa mitocondriale, quindi inibendo la catena respiratoria. Diminuiscono anche il livello intramitocondriale di acetil CoA e si riduce il contenuto di ATP mitocondriale. L'olio di neem produce effetti tossici sull'uomo e sono riportati diversi casi di un suo utilizzo anche con intenzioni suicide, anche se i casi di intossicazione con esito funesto sono relativamente pochi. L'intossicazione da olio di neem nell'uomo produce tipicamente: diarrea, nausea, vomito, acidosi, encefalopatia, etc.

## Utilizzo
L'olio di neem non viene utilizzato a scopo alimentare ma, soprattutto in India e Bangladesh, viene utilizzato per la preparazione di cosmetici (sapone, prodotti per capelli, creme per l'igiene del corpo, creme per le mani) e nell'Ayurveda, Unani e altre medicine tradizionali può essere indicato nel trattamento di una vasta gamma di afflizioni. Le indicazioni più frequentemente riportate sono malattie della pelle, infiammazioni e febbri, e più recentemente disturbi reumatici, repellenti per insetti ed effetti insetticidi. L'olio di neem ha una lunga storia di uso umano in India e nelle regioni circostanti per una varietà di scopi terapeutici.
Tuttavia, ci sono pochissimi studi peer review che valutano gli effetti dell'olio di neem sull'uomo e le prove di efficacia sono non conclusive.
Gli usi tradizionali di vari estratti dal neem comprendono il trattamento della febbre, della lebbra, della malaria, dell'oftalmia e della tubercolosi. Vari rimedi popolari per il neem includono l'uso come antielmintico, disgustante, antisettico, diuretico, emmenagogo, contraccettivo, febbrifugo, parassiticida, pediculocida e insetticida. Vengono indicati nella medicina tradizionale per il trattamento di tetano, orticaria, eczema, scrofola ed erisipela. Le vie di somministrazione tradizionali dell'olio di neem includevano l'uso orale, vaginale e topico.
Recentemente è stato valutato l'utilizzo dell'olio di neem come componente per la produzione di biodiesel.

### Pesticida
Prodotti basati sull'olio di neem spremuto a freddo sono registrati come pesticida negli USA e come biocida nella UE.
Le formulazioni a base di olio di neem trovano anche ampio uso come biopesticida per l'agricoltura biologica, poiché respingerebbero una grande varietà di parassiti.
Gli estratti di Neem agiscono come un fagorepellente e come inibitori della crescita, bloccando l'azione dell'ecdisone negli insetti .